# Brezovec (powiat Snina)
Brezovec (węg. Berezóc) – wieś (obec) na Słowacji, w kraju preszowskim, w powiecie Snina. Pierwsza wzmianka o wsi pochodzi z 1600 roku.